# Mérens-les-Vals
 Mérens-les-Vals  là một xã ở tỉnh Ariège, thuộc vùng Occitanie ở phía tây nam nước Pháp.